# Змиоркови
Змиорковите (Anguillidae) са семейство актиноптери от разред Змиоркоподобни (Anguilliformes).
Таксонът е описан за пръв път от Франсоа-Александър дьо Гарсо през 1764 година.

## Родове
- Anguilla – Змиорки
- Neoanguilla
- Tribranchus